# Oecobius yaqui
Espèce
Oecobius yaqui est une espèce d'araignées aranéomorphes de la famille des Oecobiidae.

## Répartition
Cette espèce est endémique du Sonora au Mexique,. Elle se rencontre dans les environs d'Hermosillo.

## Description
Le mâle holotype mesure 2,15 mm et la femelle paratype 2,24 mm.

## Systématique et taxinomie
Cette espèce a été décrite par Alcántar-Valenzuela, Chamé-Vázquez et Jiménez en 2025.

## Étymologie
Cette espèce est nommée en l'honneur des Yaquis.

## Publication originale
- Alcántar-Valenzuela, Chamé-Vázquez & Jiménez, 2025 : « Four new species of the spider genus Oecobius Lucas, 1846 (Araneae: Oecobiidae) from northwestern Mexico. » Zootaxa, no 5679(4), p. 501-520.